# Bellefosse
Bellefosse (francès) o Schöngrund (alemany) és un municipi francès al departament del Baix Rin (regió del Gran Est). L'any 2007 tenia 200 habitants. L'u d'abril de 1974 es va fusionar amb Waldersbach i Belmont, i el 1975 amb Fouday per a formar Ban-de-la-Roche. L'u de gener de 1992, Bellefosse fou restablit com a municipi.
Forma part del cantó de Mutzig, del districte de Molsheim i de la Comunitat de comunes de la Vall de la Bruche.
| 1962 | 1968 | 1975 | 1982 | 1990 | 1999 |
| ---- | ---- | ---- | ---- | ---- | ---- |
| 87   | 109  | 92   | 87   | 95   | 133  |